# Crematogaster pseudinermis
Crematogaster pseudinermis är en myrart som beskrevs av Hugo Viehmeyer 1923. Crematogaster pseudinermis ingår i släktet Crematogaster och familjen myror.

## Underarter
Arten delas in i följande underarter:
- C. p. muellerianus
- C. p. pseudinermis